# Икэда, Дайсаку
Икэда Дайсаку (яп. 池田大作 ; 2 января 1928, Токио — 15 ноября 2023) — японcкий общественно-политический и религиозный деятель, буддистский философ.

## Биография
Родился в бедной крестьянской семье, занимавшейся выращиванием водорослей.
В 1947 году приступил к изучению буддизма ортодоксальной школы Нитирэн под руководством проповедника, президента общества «Сока Гаккай» Тода Дзёсэй. В 1960—1979 годах — президент «Сока Гаккай».
В 1964 году основал Партию справедливой политики (Комэйто), провозглашавшую политику «общества третьей цивилизации, преодолевающего недостатки современных капитализма и социализма». Содействовал созданию международного объединения национальных обществ «Сока Гаккай» (Soka Gakkai International), став в 1975 году его президентом.
Был одним из крупнейших представителей современного необуддистского движения, активным участником международного антивоенного движения.
Вёл активную просветительскую деятельность.

## Награды
- Орден Дружбы (9 января 2008 года, Россия) — за большой вклад в развитие отношений, углубление связей и обменов между Российской Федерацией и Японией[4].
- Благодарность Правительства Российской Федерации  (23 октября 2004 года) — за активное участие в развитии культурных связей между Россией и Японией[5].
- Почётная грамота Кабинета Министров Украины (19 октября 2000 года) — за весомый личный вклад в дело развития культурного сотрудничества между Украиной и Японией[6].
- Орден «Мадарский всадник» I степени (22 сентября 1994 года, Болгария) — за большие заслуги в расширении болгаро-японского сотрудничества в области культуры, науки и образования и по случаю 30-летия Музыкального агентства «МИН-ОН»[7].
- Почётный доктор МГУ (1975)[8].
- Почётный профессор МГУ (2002)[8].